# Plumularia filicula
Plumularia filicula är en nässeldjursart som beskrevs av George James Allman 1877. Plumularia filicula ingår i släktet Plumularia och familjen Plumulariidae. Inga underarter finns listade i Catalogue of Life.